# Walter Achenbach
Walter Achenbach (* 25. August 1921 in Essen; † 10. Januar 2015) war ein deutscher Mediziner.

## Leben
Er war der Sohn des Prokuristen Walter Achenbach und studierte Medizin an der Universitäten Erlangen, Kiel, Würzburg und Münster. 1947 wurde er mit der Dissertationsschrift Ueber die Osteomyelosklerose an der Christian-Albrechts-Universität zu Kiel zum Dr. med. promoviert. 1956 habilitierte er sich an der Universität zu Köln mit der Habilitationsschrift Neuere Erkenntnisse und Probleme der hämorrhagischen Diathese.
Ab 1956 war er Privatdozent und ab 1962 außerplanmäßiger Professor an der Universität Köln.
Zu Beginn der 1960er Jahre unternahm er medizinische Forschungsreisen nach Japan und in die Vereinigten Staaten.
Nach ihm ist das Achenbach-Syndrom benannt.